# オープングループ
オープングループ株式会社（OPEN Group, Inc.）は、東京都港区虎ノ門の虎ノ門ヒルズに本社を置く、日本のロボティック・プロセス・オートメーション（RPA）業を有する純粋持株会社。旧社名はRPAホールディングス株式会社。

## 概要
オープングループは、インターネット・バブル崩壊直後の2000年に、アクセンチュア出身の髙橋知道によりデジタルリパブリックとして設立され、当初は新規事業のコンサルティングを行っていた。しかし、2008年のリーマン・ショックで経営難になる。その後、技術を活用した事業に転換し、ロボティック・プロセス・オートメーション（RPA）導入によるホワイトカラーの業務自動化を手掛け、2017年にはソフトバンクと業務提携契約を締結。2018年東京証券取引所マザーズに上場し、翌2019年にはマザーズから史上最速で東京証券取引所市場第一部に上場変更した。

## 沿革
- 2000年 - 渋谷区神山町にデジタルリパブリック株式会社を設立[8]。
- 2002年 - 本社を港区北青山に移転し、オープンアソシエイツ株式会社に商号を変更[8]。
- 2006年 - 本社を赤坂に移転[8]。
- 2016年 - 純粋持株会社に移行し、オープンテクノロジーズ株式会社に商号を変更[8]。
- 2017年 - RPAホールディングス株式会社に商号を変更[8]。
- 2018年 - 東京証券取引所マザーズ市場に上場[8]。
- 2019年 - 東京証券取引所市場第一部に市場変更[8]。
- 2020年 - 本社を虎ノ門ヒルズに移転[8]。
- 2024年 - 商号をオープングループ株式会社に変更[9]。